# 집현중학교
집현중학교(集賢中學校)는 대한민국 세종특별자치시 집현동에 있는 공립 중학교이다.

## 학교 연혁
- 2022년 3월 1일 : 초대 정승훈 교장 취임
- 2022년 3월 1일 : 집현중학교 개교(9학급)
- 2022년 3월 2일 : 신입생 입학[75명(남 33명, 여 42명)]
- 2022년 3월 28일 : 집현중학교 준공
- 2022년 4월 4일 : 집현중학교 건물로 이전
- 2023년 1월 3일 : 제1회 졸업식(52명)
- 2023년 3월 1일 : 제2대 조성숙 교장 부임
- 2023년 3월 1일 : 집현중학교 13학급 편성
- 2023년 3월 2일 : 제2회 입학식(120명)

## 참고 자료
- 집현중학교 - 한국교육학술정보원 학교알리미